# جعفریه (قم)

نشان واره شهرداری

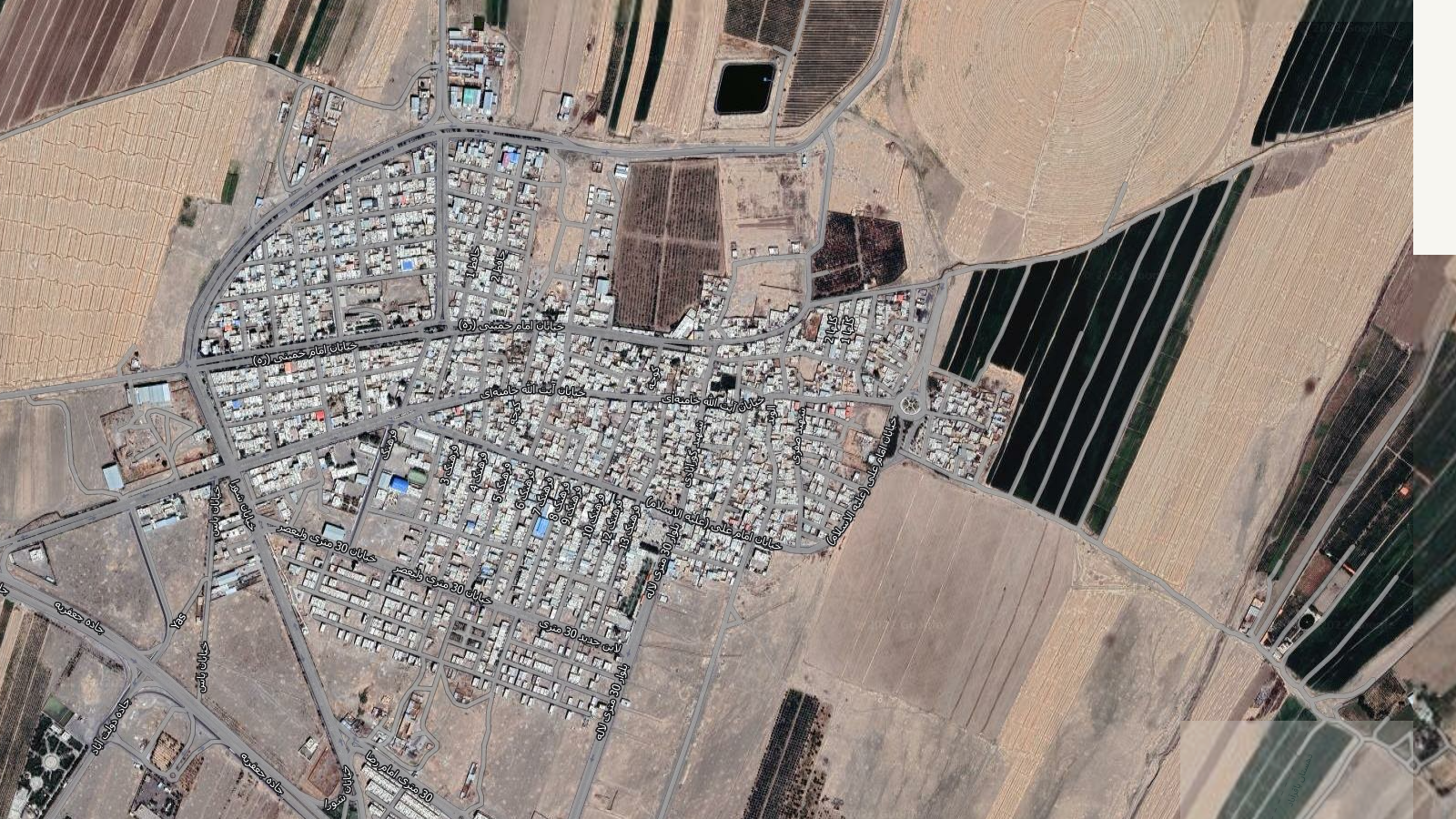

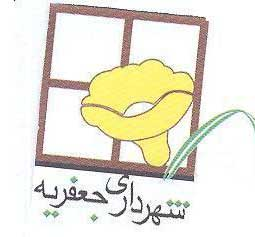

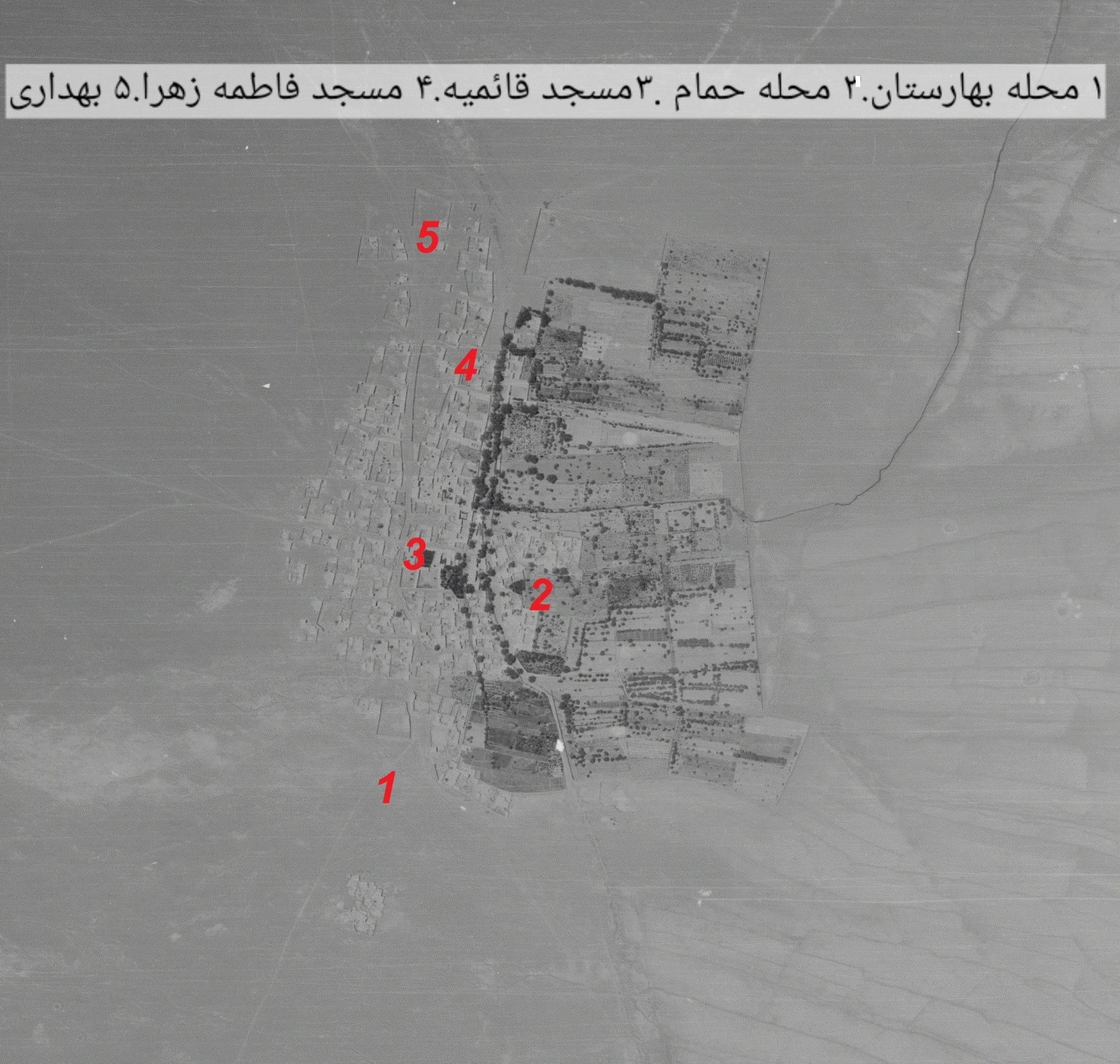

جعفریه مرکز شهرستان جعفرآباد و یکی از شهرهای استان قم در ایران است.
شهر جعفریه در سال ۱۳۷۵ با تصویب هیئت وزیران به شهر تبدیل گشت و نام آن از گازران به جعفریه تغییر یافت و از سال ۱۳۷۷ اداره شهرداری در آن تأسیس شده است. این شهر در ۳۵ کیلومتری شمال غربی شهر قم واقع شده است.

## مردم‌شناسی
مذهب مردم شهر شیعه جعفری بوده و زبان غالب شهر، ترکی آذربایجانی و فارسی می‌باشد. و از محلات قدیمی شهر می‌توان از محله حمام کوچه باغ بهارستان (بندرعباس) نام برد.

## ویژگی‌های صنعتی و کشاورزی
- بیش از ۱٫۵ درصد گوشت کشور از این شهر تأمین می‌شود.[۲]
- جعفریه قطب کشاورزی و دامپروری استان قم هست وجمعیت زیادی به صورت مستقیم در این حوزه فعالیت داشته وناحیه صنعتی طغرود به وسعت ۴۳ هکتار در دو کیلومتری شهر با واحدهای فعال بسیار مشغول کار هست (۲)

## آب و هوا و اقلیم
آب و هوای شهر جعفریه گرم و خشک با تابستان‌های گرم و زمستان‌های سرد است.

## جمعیت
جمعیت جعفریه بر اساس سرشماری عمومی نفوس و مسکن در سال ۱۳۹۵ برابر با ۹٬۳۸۷ نفر بوده است.